# 凯蒂·霍夫
凯瑟琳·埃莉斯·“凯蒂”·霍夫（英語：Katherine Elise "Katie" Hoff，1989年6月3日—），生于帕洛阿尔托，是一名美国女子游泳运动员，主攻中长距离自由泳。曾参加2004年雅典奥运和2008年北京奥运，其中在北京奥运期间收获三枚奖牌。